# Matraca Berg
Matraca Maria Berg /məˈtreɪsə/ (nacida el 3 de febrero de 1964 en Nashville, Tennessee) es una cantautora de música country norteamericana. Ha escrito temas para T.G. Sheppard, Karen Brooks, Trisha Yearwood, Deana Carter y otros. En 2008 fue introducida al Salón de la Fama de Compositores de Nashville.

## Comienzos
Su madre, Icie Berg, se trasladó de Harlan County, Kentucky, a Nashville en los años 60 para buscar fortuna como cantante y compositora poco antes de nacer Matraca. Su tía Sudie Callaway era cantante corista de éxito en Music Row. Sus tías Coleida Callaway y Clara Howard también eran coristas en el Renfro Valley Barn Dance. Su tío Jim Bakerera tocaba la steel guitar.
Matraca empezó a componer canciones con el apoyo de su madre. Cuándo tocó sus canciones para el compositor Bobby Braddock, él se ofreció a colaborar con ella. Su colaboración da como resultado el éxito, "Faking Love", que fue cantado por Karen Brooks y T. G. Sheppard, coronando el Billboard Hot Country Singles el 19 de febrero de 1983.

## Carrera
Después de la muerte de su madre en 1985, Berg continuó escribiendo canciones de éxito para otros intérpretes. Reba McEntire tuvo un Nº 1 con su canción "The Last One to Know" y Randy Travis, Tanya Tucker, Ray Price, Marie Osmond, Sweethearts of the Rodeo, Michelle Wright y otros grabaron sus canciones.
Berg firmó a un contrato de registro con RCA Records de Nashville en 1990, publicando su álbum de debut Lying to the Moon ese año.
El que iba a ser su siguiente álbum, Bittersweet Surrender, se grabó en 1991. Incluye el sencillo "It's Easy to Tell," publicado en noviembre de 1991. El álbum fue rehusado por RCA, que quería un disco más convencional. Una de las canciones de este álbum cancelado, "Wrong Side of Memphis," fue más tarde un hit para Trisha Yearwood. Continuó escribiendo para otros y en 1994, publicó un álbum de pop The Speed of Grace.
Escribió "Strawberry Wine" junto con Gary Harrison, que Deana Carter publicó como single. Ganó la "Canción del Año" en 1997 de los premios de la CMA (Asociación de Música Country). El mismo año publicó el álbum Sunday Morning to Saturday Night en Rising Tide Records y publicó los sencillos "That Train Don't Run" y "Back in the Saddle,". En 1999, RCA publicó un álbum de recopilación titulado Lying to the Moon & Other Stories.
En 2004 y 2005, Berg fue nominada para su introducción en el Salón de la Fama de Compositores de Nashville siendo uno de los candidatos más jóvenes de la historia. Vive actualmente en Nashville con su marido, Jeff Hanna, miembro de la Nitty Gritty Dirt Band.  Fue introducida al Salón de la Fama de Compositores de Nashville en 2008.

## Discografía

### Álbumes
| Título                                  | Detalles                                                              | Posiciones | Posiciones | Posiciones  |
| Título                                  | Detalles                                                              | US Country | US Heat    | CAN Country |
| --------------------------------------- | --------------------------------------------------------------------- | ---------- | ---------- | ----------- |
| Lying to the Moon                       | - Release date: 25 de septiembre de 1990 - Label: RCA Nashville       | 43         | —          | —           |
| The Speed of Grace                      | - Release date: 1 de marzo de 1994 - Label: RCA Records               | —          | —          | —           |
| Sunday Morning to Saturday Night        | - Release date: 23 de septiembre de 1997 - Label: Rising Tide Records | 48         | —          | 22          |
| The Masters                             | - Release date: 1998 - Label: Eagle Records                           | —          | —          | —           |
| Lying to the Moon and Other Stories     | - Release date: 10 de agosto de 1999 - Label: RCA Nashville           | —          | —          | —           |
| The Dreaming Fields                     | - Release date: 17 de mayo de 2011 - Label: Dualtone Records          | 42         | 7          | —           |
| Love's Truck Stop                       | - Release date: 21 de octubre de 2012 - Label: Proper Records         | —          | —          | —           |
| "—" denotes releases that did not chart |                                                                       |            |            |             |

## Filmografía
| Año  | Título         | Papel         | Notas                                          |
| ---- | -------------- | ------------- | ---------------------------------------------- |
| 1987 | Made in Heaven | Studio Singer | Cameo; performed the song "We've Never Danced" |

## Singles escritos por Berg
| Año  | Título                                | Artista                         |
| ---- | ------------------------------------- | ------------------------------- |
| 1983 | "Faking Love"                         | T. G. Sheppard and Karen Brooks |
| 1987 | "The Last One to Know"                | Reba McEntire                   |
| 1987 | "Just Enough Love"                    | Ray Price                       |
| 1989 | "Promises, Promises"                  | Lori Yates                      |
| 1991 | "I'm That Kind of Girl"               | Patty Loveless                  |
| 1992 | "Wrong Side of Memphis"               | Trisha Yearwood                 |
| 1993 | "Hey Cinderella"                      | Suzy Bogguss                    |
| 1994 | "XXX's and OOO's (An American Girl)"  | Trisha Yearwood                 |
| 1994 | "Somebody's Leavin'"                  | Patricia Conroy                 |
| 1995 | "Walk On"                             | Linda Ronstadt                  |
| 1995 | "You Can Feel Bad"                    | Patty Loveless                  |
| 1996 | "Strawberry Wine"                     | Deana Carter                    |
| 1996 | "We Danced Anyway"                    | Deana Carter                    |
| 1996 | "Give Me Some Wheels"                 | Suzy Bogguss                    |
| 1996 | "Wild Angels"                         | Martina McBride                 |
| 1997 | "Cry on the Shoulder of the Road"     | Martina McBride                 |
| 1997 | "Still Holding On"                    | Martina McBride and Clint Black |
| 1997 | "Everybody Knows"                     | Trisha Yearwood                 |
| 1998 | "Somebody to Love"                    | Suzy Bogguss                    |
| 1999 | "Fool, I'm a Woman"                   | Sara Evans                      |
| 1999 | "All I Want Is Everything"            | Mindy McCready                  |
| 2001 | "If I Fall You're Going Down with Me" | Dixie Chicks                    |
| 2003 | "You're Still Here"                   | Faith Hill                      |
| 2003 | "On Your Way Home"                    | Patty Loveless                  |
| 2004 | "98.6 Degrees and Fallin'"            | Jill King                       |
| 2005 | "I Don't Feel Like Loving You Today"  | Gretchen Wilson                 |
| 2006 | "That Train Don't Run"                | Pinmonkey                       |
| 2008 | "They Call It Falling for a Reason"   | Trisha Yearwood                 |
| 2008 | "Misery Loves Company"                | One More Girl                   |
| 2011 | "You and Tequila"                     | Kenny Chesney and Grace Potter  |